# Lago di Scanno ed Emissari
Lago di Scanno ed Emissari este o arie protejată (arie specială de conservare — SAC, sit de importanță comunitară — SCI) din Italia întinsă pe o suprafață de 103 ha, integral pe uscat.

## Localizare
Centrul sitului Lago di Scanno ed Emissari este situat la coordonatele 41°55′19″N 13°51′53″E / 41.921944°N 13.864722°E.

## Înființare
Situl Lago di Scanno ed Emissari a fost declarat sit de importanță comunitară în mai 1995 pentru a proteja 4 specii de animale. Situl a fost protejat și ca arie specială de conservare în decembrie 2018.

## Biodiversitate
Situată în ecoregiunea alpină, aria protejată conține 4 habitate naturale: Lacuri eutrofice naturale cu vegetație de tip Magnopotamion sau Hydrocharition, Cursuri de apă de la nivel de câmpie la nivel montan, cu vegetație Ranunculion fluitantis și Callitricho-Batrachion, Râuri de munte și vegetația lor lemnoasă cu Salix elaeagnos, Râuri mediteraneene cu debit permanent cu specii de Paspalo-Agrostidion și galerii riverane de Salix și de Populus alba.
La baza desemnării sitului se află mai multe specii protejate:
- amfibieni (3): Bombina pachypus, Salamandrina terdigitata, Triturus carnifex
- nevertebrate (1): Austropotamobius pallipes

Pe lângă speciile protejate, pe teritoriul sitului au mai fost identificate 1 specie de plante.